# Cheiloschisi
La cheiloschisi o chiloschisi, comunemente chiamata labbro leporino o gola lupina, è una mesoprosoposchisi del labbro superiore. Si manifesta mediamente in un neonato ogni 800. Può colpire la zona labiale, nasale e in alcuni casi anche la zona gengivale o del palato. Esistono diverse classificazioni di tale malattia, dalle più leggere alle più invasive. La malformazione si forma in gravidanza a causa di una cattiva o assente coesione del tessuto cartilagineo sotto la fossa nasale. I bambini affetti possono essere curati con la chirurgia, ma nei primi anni di vita, possono mostrare problematiche nel parlare o mangiare, in casi più gravi anche nella respirazione.

## Classificazione
La cheiloschisi si suddivide in tre diverse categorie secondo la zona che colpisce. La labioschisi, comunemente chiamata con il termine "labbro leporino", interessa la zona superiore della bocca, è causata dalla mancata saldatura delle tre parti dell'embrione del labbro superiore. Può essere più lieve, colpendo la prima parte del labbro o più aggressiva andando a raggiungere la prima parte della narice. La palatoschisi è una malformazione che interessa esclusivamente il palato. Può colpire solo il palato molle o solo il palato duro colpendo la parte anteriore degli incisivi. C'è una sottospecie di palatoschisi chiamata schisi sottomucose, dove la zona colpita è la muscolatura sottostante la mucosa, che non è saldata. La labiopalatoschisi consiste nell'unione di palatoschisi e labioschisi, può colpire la zona mascellare, nasale o creare anomalie dentali. Può essere unilaterale o bilaterale. Unilaterale è quando il labbro si divide in due parti, bilaterale quando il labbro presenta due fessure e quindi si suddivide in tre parti.

## Eziologia
Le cause della cheiloschisi possono essere due: ereditarietà o influenza di fattori esterni.
Il 20% dei bambini è affetto da cheiloschisi a causa di ereditarietà, uno o più membri familiari possiedono la stessa patologia, mentre l'80% è stato causato da fattori esterni come fumo, alcol, infezioni o farmaci.

### Eziopatogenesi
Il processo di eziopatogenesi varia in base alla causa della patologia. Quando il feto è colpito da infezioni virali, quali la rosolia, l'herpes simplex, la toxoplasmosi, ipo- o ipervitaminosi, si infetta nelle prime dodici settimane di gravidanza. Mentre un problema secondario emerso negli ultimi anni è la mancanza di acido folico nel feto, può essere causato da una dieta trascurata da parte della madre ed è particolarmente frequente nei paesi del terzo mondo, dove l'alimentazione è scarsa; o può essere ereditario, quando il feto presenta problemi di mancanza dell'acido.

### Embriologia
La formazione della bocca inizia tra la 5ª e la 7ª settimana di gravidanza. Il processo incomincia con la formazione del labbro superiore con la congiunzione di tre strutture: due processi laterali mascellari e un processo fronto-nasale. Dai due processi laterali si formano le parti latistanti del labbro superiore e l’arcata alveolo-gengivale, dal processo fronto-nasale si formano la premaxilla e la parte mediana del labbro. La malformazione nasce in questo punto del processo a causa del mesoderma che non si margina correttamente nella struttura ectodermica già fissata regolarmente. Terminato il processo di formazione del labbro superiore si congiunge il palato, che ha origine da tre strutture e si suddivide in due parti; palato primario e palato secondario. Il palato primario chiamato anche premaxilla è posto davanti agli incisivi e si origina nel processo fronto-nasale. Il palato secondario si estende dal forame incisivo fino all’ugola e si forma fra la 7ª e la 9ª settimana di gravidanza dall'unione dei due processi mascellari, detti anche palatini. I processi mascellari si congiungono alla linea mediana della premaxilla e al setto nasale.

## Epidemiologia
La malformazione si presenta mediamente in un neonato ogni settecento nascite. Il sesso femminile è più propenso a sviluppare la labioschisi, e colpisce il labbro e, dipendentemente dall'individuo, il palato a un bambino su due bambine. Il sesso maschile è più incline a sviluppare la palatoschisi, e prende il palato escludendo il labbro a una bambina ogni due maschi. La malformazione è maggiormente diagnosticata in Asia e in Africa, dove l’igiene in gravidanza e la cura della madre sono minori.

## Diagnosi
La cheiloschisi è una malformazione visibile a occhio nudo. La diagnosi viene effettuata a partire dalla dodicesima settimana quando l'embrione è abbastanza sviluppato. Il feto è controllato con le normali visite ginecologiche, per questo motivo è fondamentale per la salute del bambino la frequenza costante dal medico ginecologo.

## Problematiche
I neonati affetti dalla cheiloschisi non presentano unicamente problemi fisici ma anche legati all’alimentazione, allo sviluppo dell’udito, della dentatura, alla comunicazione orale.

### Allattamento
I neonati affetti da palatoschisi e labiopalatoschisi, a differenza di quelli affetti da labioschisi, hanno problemi durante l'allattamento. A causa della cavità presente nel palato i neonati non sono in grado di suggere il capezzolo. Il medico chirurgo e il medico ortodontico possono munire il bambino di un tiralatte, un biberon particolare o delle placche che aiutano il neonato a succhiare il latte. Le placchette vengono incollate con lo stesso materiale delle dentiere, possono essere applicate sin dalla nascita e devono essere controllate periodicamente.

### Alimentazione
A causa dell'apertura al palato durante l'ingerimento i liquidi e il cibo rischiano di passare nella trachea dalla bocca al naso. Per evitare questo sono stati inventati ciucci e biberon che bloccano il solco deviando il cibo verso l'esofago. Alcuni bambini portano un palato artificiale per mangiare senza problemi in attesa dell'operazione.

### Infezioni uditive
I bambini con questa malformazione sono ad alto rischio d'infezioni alle vie uditive. La malformazione porta con più facilità a una produzione di un fluido all'interno delle orecchie che causa un'infezione. Se non curata, l'infezione può causare la perdita dell'udito. I neonati affetti da questa patologia devono portare dei tubi nell'apparato uditivo che aiuti il drenaggio del liquido. Le vie uditive devono essere controllate una volta l’anno.

### Problemi nel parlare
Alcuni neonati presentano problemi nel parlare. La voce diventa nasale e può rendere difficoltosa la comprensione. A volte questi problemi possono essere risolti con la chirurgia, altre volte la famiglia è tenuta a recarsi dal foniatra e, eventualmente, iniziare terapia logopedica con il logopedista.

### Problemi alla dentatura
I neonati affetti possono avere problemi con la formazione della cresta alveolare. Essa è la parte superiore della gengiva che contiene i denti. La malformazione della cresta alveolare può influire sulla formazione della dentatura. I bambini con questo problema possono mostrare anomalie ai denti: rotazioni, malformazioni, mancanze o presenze extra di denti permanenti. Questi difetti possono essere curati con trattamenti ortodontici o con operazioni al cavo orale.

## Terapia
L'unica terapia attualmente esistente per il labbro leporino è la chirurgia. La prima operazione viene fatta durante il terzo mese d'età. Il processo è lungo e avviene attraverso varie sedute di rimodellamento. Nel corso della terapia, se la malformazione comprende anche il palato, può essere necessaria l'applicazione di una protesi.
Quando il caso è lieve e non va a comportare seri problemi alla salute del bambino, il medico chirurgo può lasciare la scelta dell'operazione ai genitori.
Al termine del trattamento i risultati non sono sempre eccelsi, e saranno presenti le cicatrici post-intervento.